# ルクア イーレ
ルクア イーレ（LUCUA 1100）は、大阪市北区梅田三丁目の西日本旅客鉄道（JR西日本）大阪駅内の大阪ステーションシティ・ノースゲートビルディングにあるファッションビル。
2011年5月4日から2015年4月1日まではジェイアール西日本伊勢丹が運営する百貨店「JR大阪三越伊勢丹」であったが、業績不振により現在のようなファッションビル形態にリニューアルした（後述）。

## 概要
2015年4月2日に開業。大阪ステーションシティ・ノースゲートビルディングの西側にあり、「ルクア」とアトリウム広場を挟んで隣接している。商業面積は約3万3000平方メートル。
名称の「1100」は「専門店（1000）と百貨店（100）の融合（1000+100=1100）」を表し、「イーレ」は「あなたの」という意味のドイツ語「ihre」から採られている。ノースゲートビルディング東側の「ルクア」とともに「ルクア大阪（LUCUA osaka）」を構成しており、ファッションビル（ショッピングセンター）として梅田地区最大の面積・売上を誇る。
もともとJR大阪駅の再開発計画である大阪ステーションシティ開業とともに百貨店のJR大阪三越伊勢丹として開業したが、梅田地区は阪急百貨店うめだ本店を始めとして競合百貨店がひしめき合う百貨店激戦地区であり、それによる売上不振から現在のようなファッションビルに転換した。
集客力・話題性の高い専門店を主体にしながらも、一部ジェイアール西日本伊勢丹による百貨店の売場づくりの強みを再編集した小型店の「isetan」ショップがテナントとして入居し、異なる店舗や商品の組み合わせた商業施設とした。JR大阪三越伊勢丹から引き継いだ売場は8つの店舗に再編され、「LUCUA1100内isetan各ショップ・isetan LUCUA 1100 store」と称されている。

## 沿革

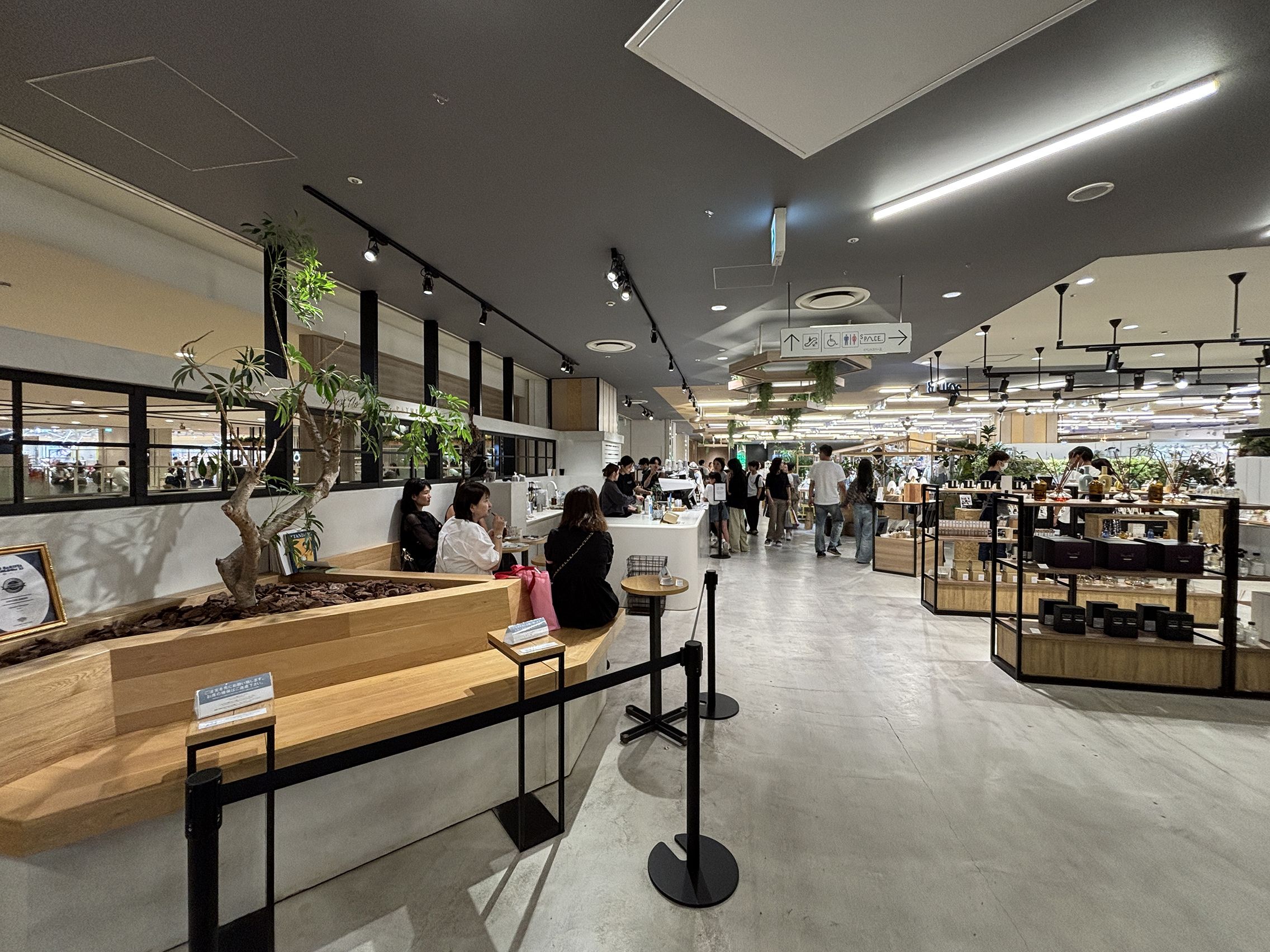
4階「PACE」

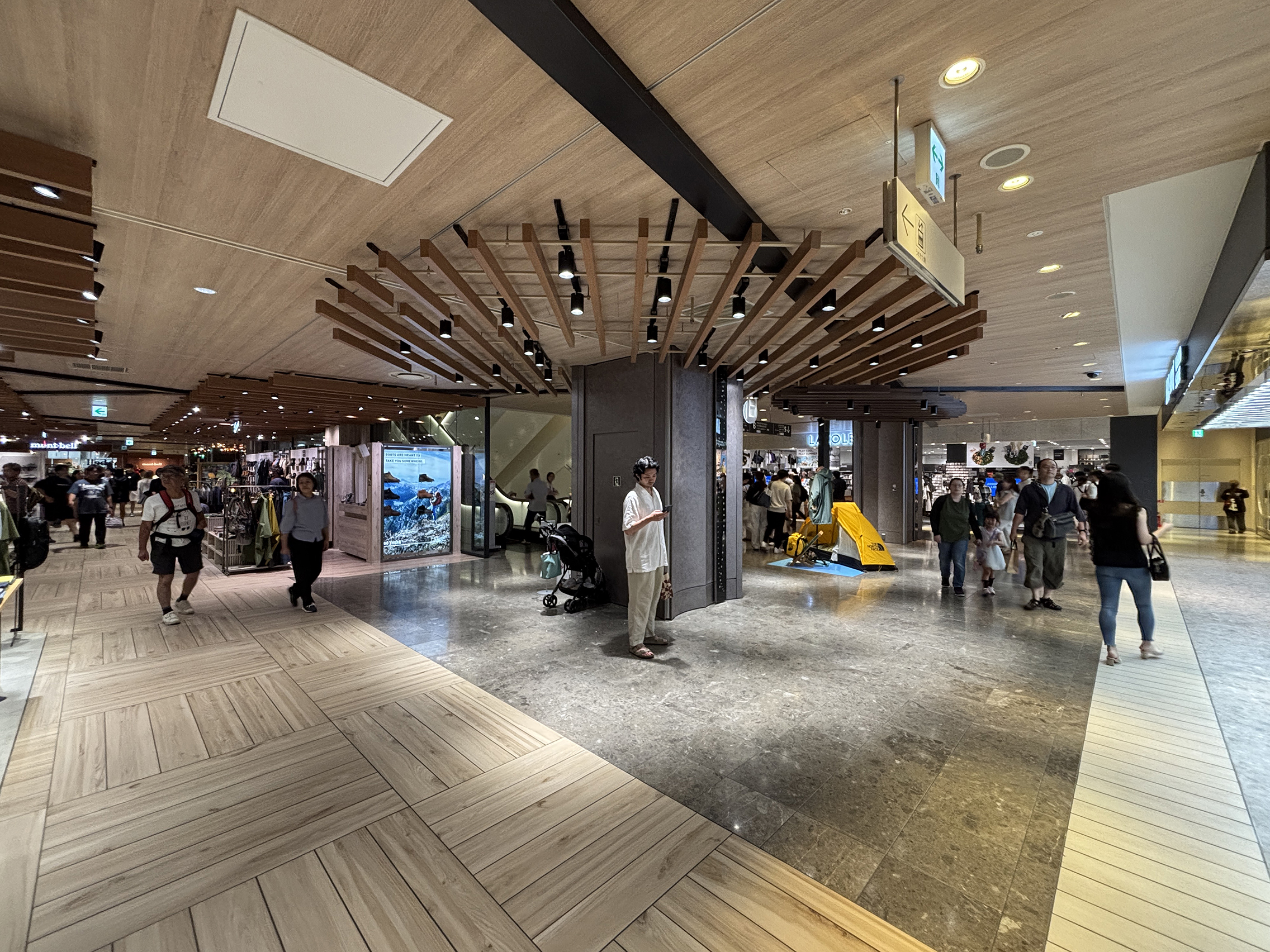
6階「LUCUA OUTDOOR from ALBi」

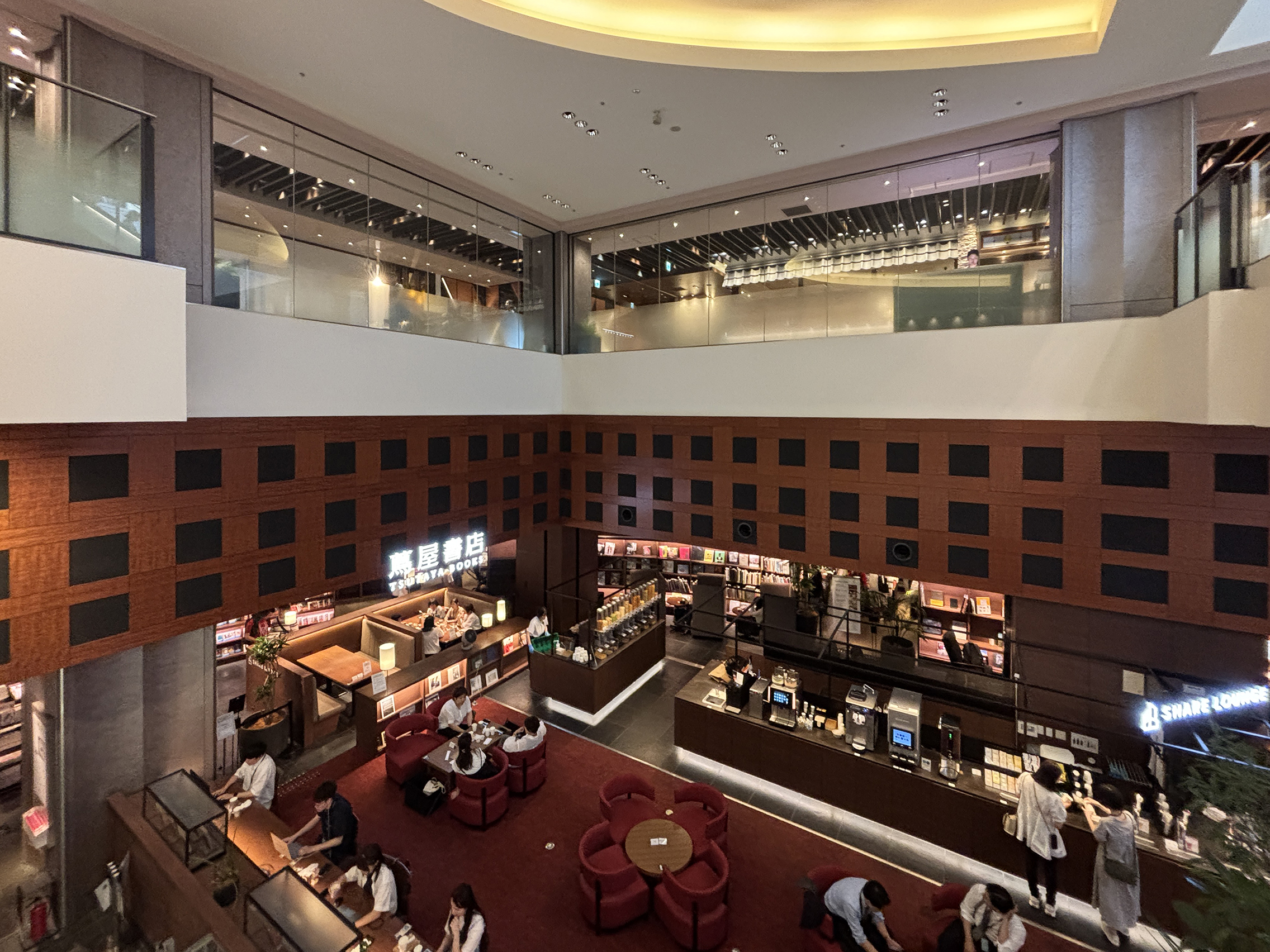
9階梅田蔦屋書店

- 2005年（平成17年） 5月5日 - Osaka Metro堺筋線北浜駅前の三越大阪店閉店（跡地にはThe Kitahamaが建つ）
- 2005年（平成17年）10月 - 株式会社三越が、ノースゲートビル（大阪駅新北ビル）への出店を決定。
- 2007年（平成19年）5月 - 株式会社三越が、大阪駅新北ビルへの出店に向け「新店準備室大阪事務所」および「三越大阪ギフトサロン」を梅田スカイビルタワーイースト1階に開設。
- 2008年（平成20年）4月8日 - 三越と伊勢丹の経営統合による三越伊勢丹ホールディングスの発足に伴い、事業主体が株式会社三越から株式会社ジェイアール西日本伊勢丹に変更と発表。
- 2011年（平成23年）1月10日 - 三越大阪ギフトサロン閉店
- 2011年（平成23年） 5月4日 - JR大阪三越伊勢丹開店
- 2013年（平成25年）1月30日 - JR大阪三越伊勢丹の売上げ不振により運営会社であるジェイアール西日本伊勢丹が2012年4-12月決算期で94億円の債務超過であると西日本旅客鉄道が発表。
- 2014年（平成26年）1月22日 - JR大阪三越伊勢丹の売上げ不振により売場縮小を発表。
- 2014年（平成26年）7月28日 - 改装工事のため食料品売場や飲食店街と外商部門がある地下2階と10階を除く全てのフロアが閉店[注釈 1]。
- 2015年（平成27年） 4月1日 - JR大阪三越伊勢丹完全閉店。
- 2015年（平成27年）4月2日 - 店名から三越伊勢丹のブランド名を外し「ルクア イーレ（LUCUA 1100）」の入居店舗として新装開店[1][3][4]。同日、ノースゲートビルディング11階サポートプラザに三越大阪ギフトサロンをオープン[5][広報 1]。
- 2017年（平成29年）12月19日 - 地下2階の飲食店エリア「バルチカ」のフロア面積を約200坪から約640坪に増床。新たに18店舗が出店した[広報 2]。
- 2020年（令和2年）9月18日 - 6階にアウトドア集積ゾーン「LUCUA OUTDOOR from ALBi」（ルクア アウトドア フロム アルビ）をオープン。JR大阪駅の改良工事に伴い閉館となる「アウトドアのアルビ」からの移転などで合計10ブランドが出店[広報 3]。
- 2021年（令和3年）9月16日 - 4階にこれからのルクア大阪を創る「PACE」プロジェクトの一環として新コンセプトゾーンをオープン[広報 4]。

## JR大阪三越伊勢丹

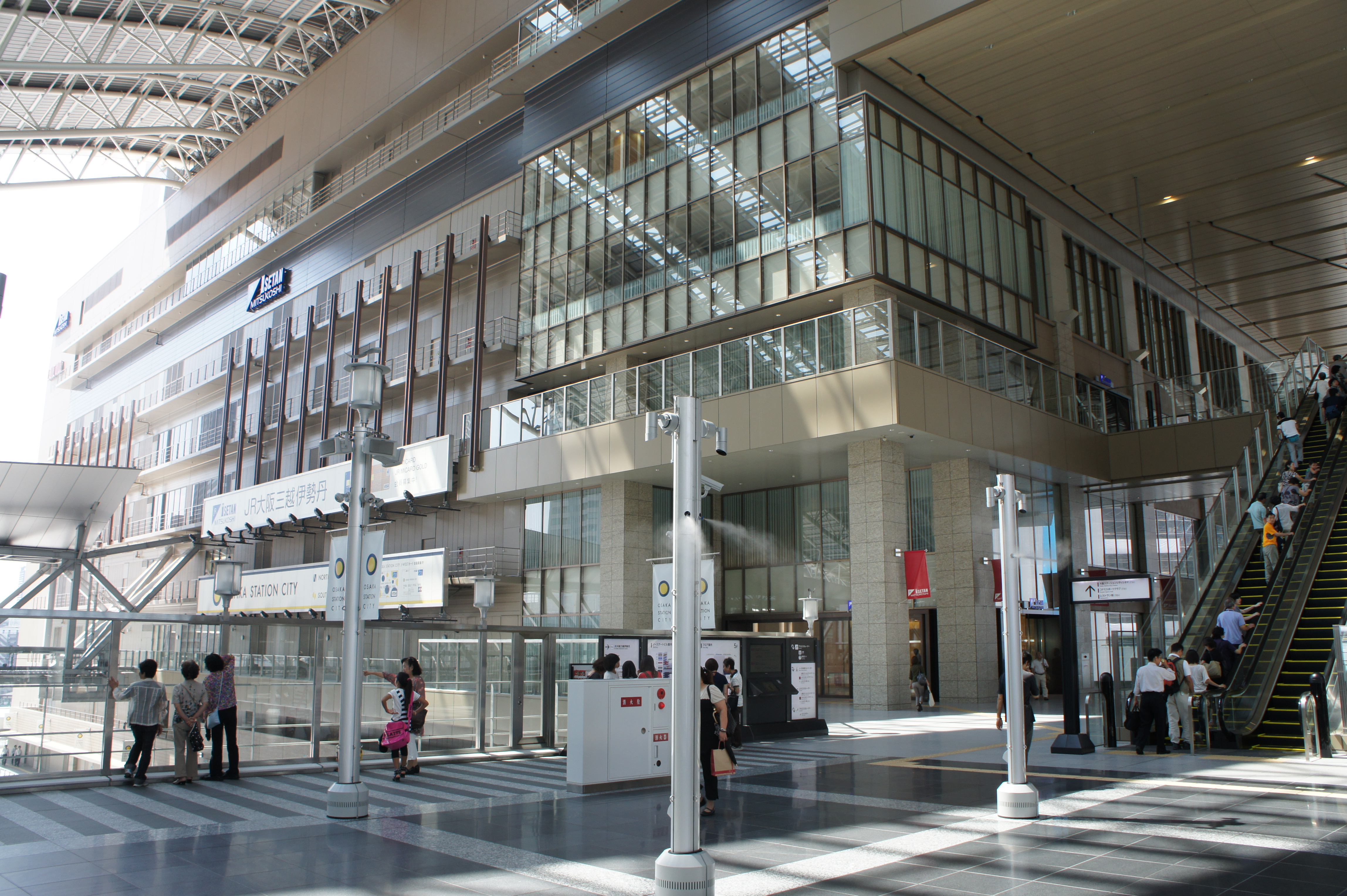
JR大阪三越伊勢丹

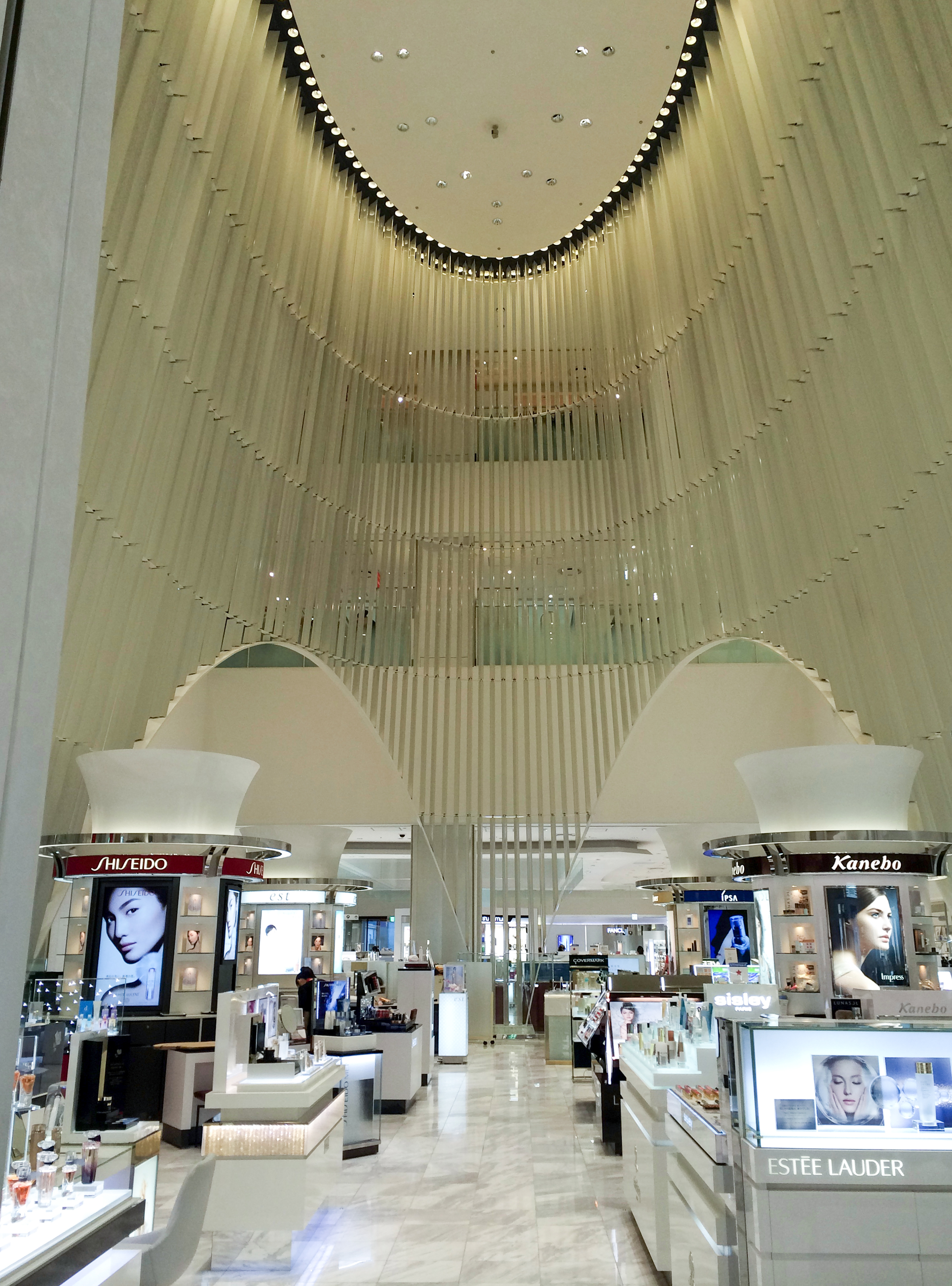
内観

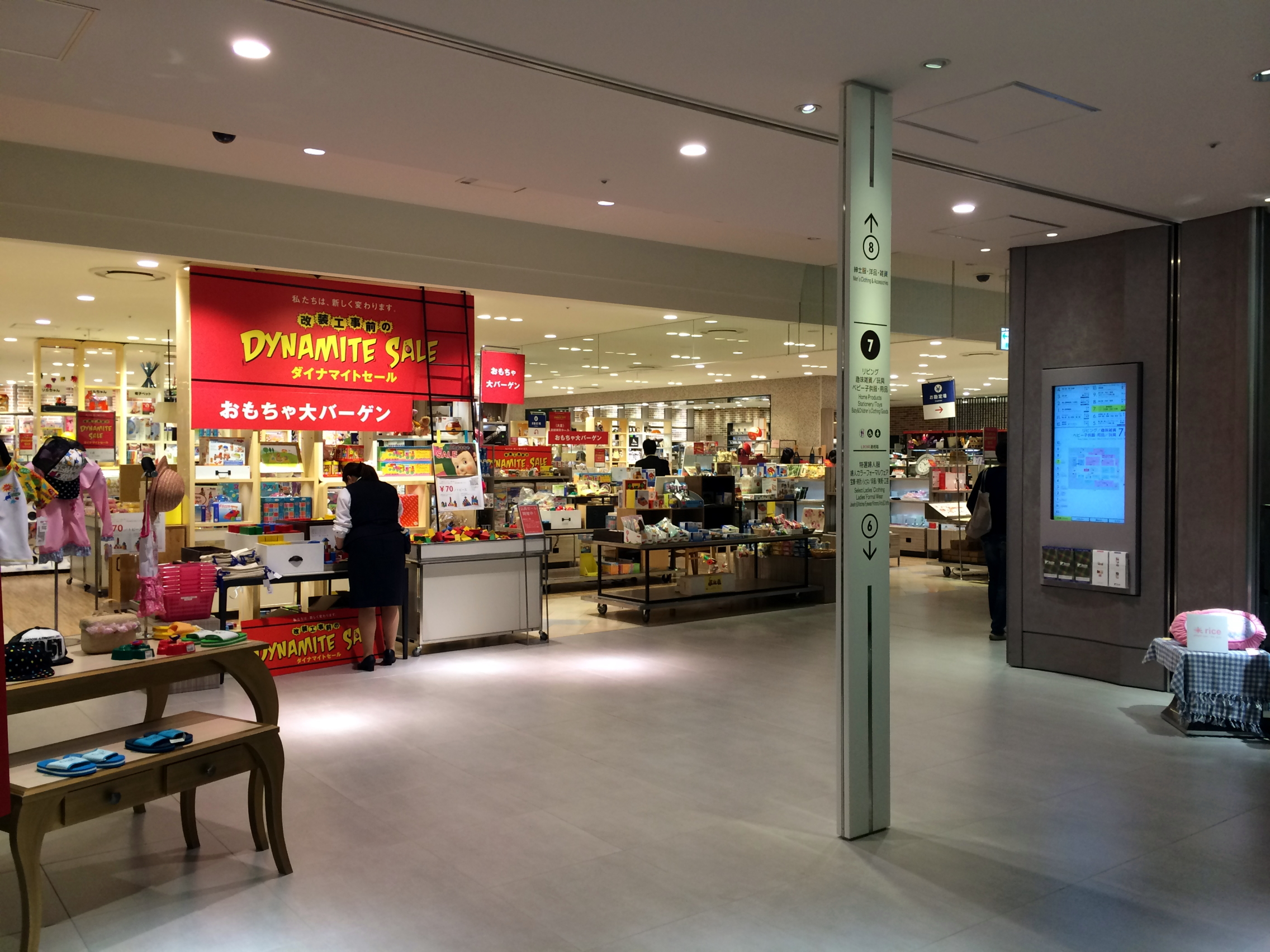
7階

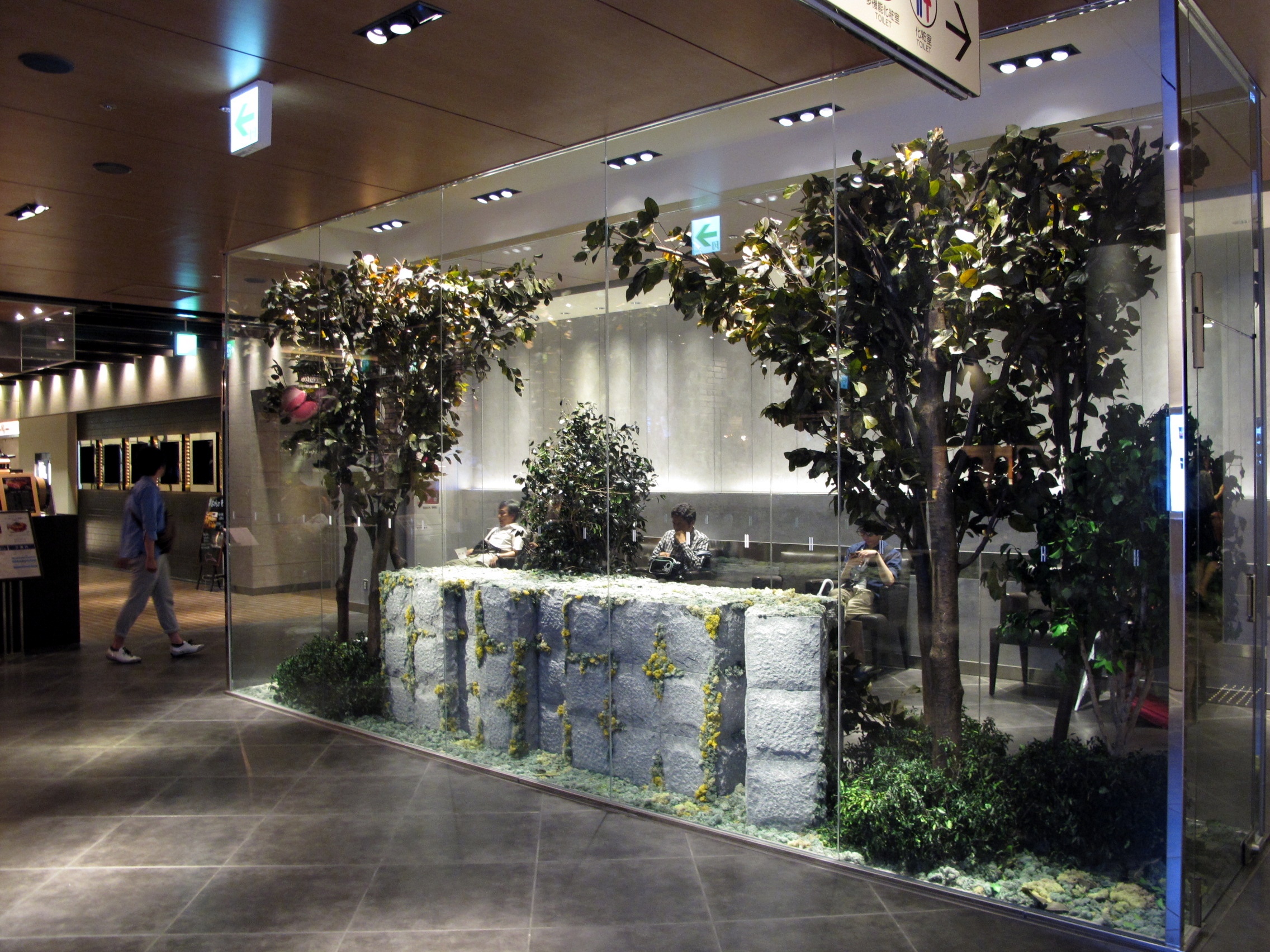
10階Eat Paradise

同店のメインコンセプトは「My Story Store〜大阪に、たったひとつ、なかったもの」。開店告知のキャッチフレーズは「なぜ、大阪に、また百貨店。きっと誰もがそう思う。」。
当初は三越が直営で出店する予定であったが、三越と伊勢丹の経営統合に伴う三越伊勢丹ホールディングスの誕生に伴い、ジェイアール西日本伊勢丹が運営することになった。運営会社は異なるが、事実上2005年に閉店した三越大阪店（大阪市中央区高麗橋一丁目7番5号、Osaka Metro堺筋線北浜駅直結）の後継店舗である。ロゴタイプは伊勢丹のロゴをベースに、「JR」「MITSUKOSHI」ロゴを取り入れたトリプル仕様となっていた。
“ファッションの伊勢丹”の独自色を強く打ち出すため、「イセタンメンズ」や「イセタンガール」など、百貨店が独自に商品の品揃えや売場作りを手掛ける「自主編集売り場」の比率を売り場面積の3割にまで高めた異例の構成としていた。
同じジェイアール西日本伊勢丹が運営するジェイアール京都伊勢丹が好調なのに対して、梅田エリアには売上高大阪1位の阪急うめだ本店や阪神梅田本店、同じ大阪ステーションシティに入居する大丸梅田店といった強力なライバル店がひしめく同店は、開業初年度500億の売上目標に対して約6割の334億しかあげられず、その後も不振が続いていたため、5万平方メートルから半分程度に縮小する再建策を発表。2014年7月に10階と地下2階以外のフロアが閉店した。
2015年4月に百貨店のJR大阪三越伊勢丹は閉店し、建物自体はファッションビルの「ルクア イーレ（LUCUA 1100）」としてリニューアルされた。新装開店するのに伴い、ロゴをセレクト感を強調した小文字に変更し、8つの「isetan」ショップとして新たに入居する形となった。これにより「JR」「三越」の入った「JR大阪三越伊勢丹」の名称は消滅した。
なお、三越伊勢丹ホールディングスはノースゲートビルディング11Fサポートプラザに、梅田スカイビル時代以来の三越伊勢丹運営の三越大阪ギフトサロンを開業した。三越大阪店時代からの暖簾を活かし、商品の日本橋本店からの取り寄せも行う。これにより関西地域における三越時代からの上顧客へのサポートが可能となった。

## フロア構成
現在のテナントの詳細は、公式サイトの フロアマップ を参照。
| フロア | フロアテーマ                                           | 主な店舗                                                                           |
| ------ | ------------------------------------------------------ | ---------------------------------------------------------------------------------- |
| 10F    | LUCUA DINING（ルクアダイニング）                       | 焼肉叙々苑、串かつだるまなど                                                       |
| 9F     | ブックス&カルチャー                                    | 梅田 蔦屋書店                                                                      |
| 8F     | メンズ                                                 | イセタン メンズスタイル、アーバンリサーチ、ザ・ノース・フェイス マンなど           |
| 7F     | リビング&ファッション・ライフスタイルグッズ            | unico、KEYUCAなど                                                                  |
| 6F     | アウトドア・ファッション・ライフスタイルグッズ・コスメ | モンベル、スノーピークなど                                                         |
| 5F     | レディス・メンズ                                       | ナノ・ユニバース、ディズニーストアなど                                             |
| 4F     | レディス・メンズ・アクセサリー                         | イセタン クローゼットなど                                                          |
| 3F     | レディス・メンズ                                       | イソップ、スピック&スパンなど                                                      |
| 2F     | ワールド ザッカ マルシェ                               | イセタン アーバンマーケット、イセタン コスメティックス、スターバックスコーヒーなど |
| 1F     | シーズン&ギフト                                        | イセタン シーズナルセレクション                                                    |
| B1F    | レディス・メンズ・キッズ                               | ユニクロ、ジーユー、マクドナルド、ナチュラルキッチンアンド                         |
| B2F    | バル&Foods                                             | キッチン&マーケット、バルチカ各店舗                                                |

## その他
- 三越は過去に現在のヨドバシ梅田が建っている大阪鉄道管理局跡地へ出店しようとしたが、入札でヨドバシカメラに負けて用地取得に失敗している[8]。